# Henricus Johannes Melis

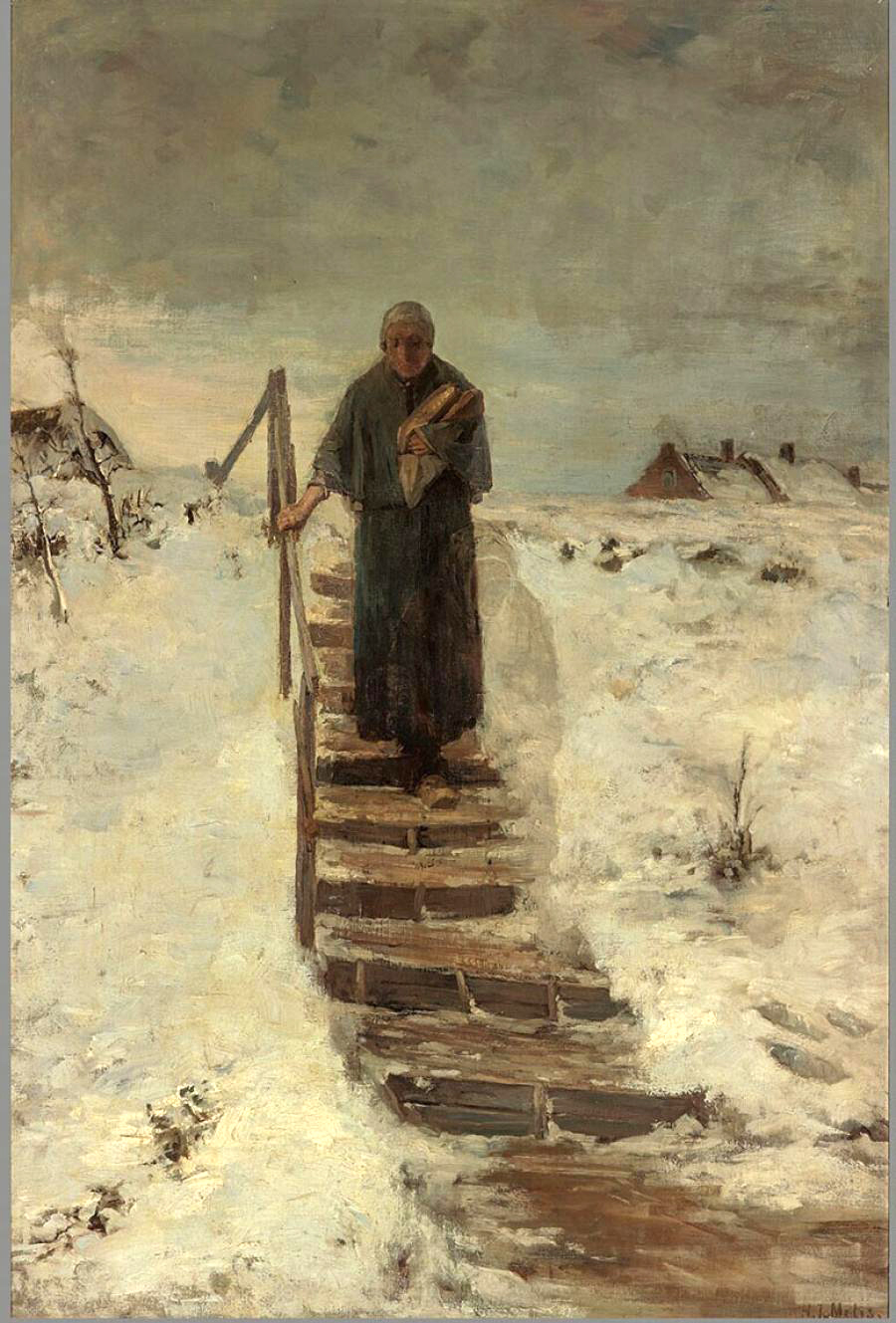
Winterszene – Alte Frau im Schnee

Henricus Johannes Melis  (* 1. September 1845 in Sas van Gent; † 14. März 1923 in Rotterdam) war ein niederländischer Genre- und Landschaftsmaler sowie Kunstpädagoge.
Er erwarb als Student an der Academie voor Beeldende Kunsten Rotterdam zwei Medaillen und widmete sich dann ausschließlich der Malerei. Seine Arbeit wurde von der Haager Schule beeinflusst. Er beschäftigte sich mit der Genre- und Landschaftsmalerei.
Zu  seinen Schülern gehörten F.H. Broeksmit, J.A. de Graaff und H.A. Haverkorn van Rijsewijk.
Er nahm von 1869 bis 1903 an Ausstellungen in Amsterdam und Den Haag teil.